# Pontoy
Pontoy est une commune française située dans le département de la Moselle, en Lorraine, dans la région administrative Grand Est.

## Géographie

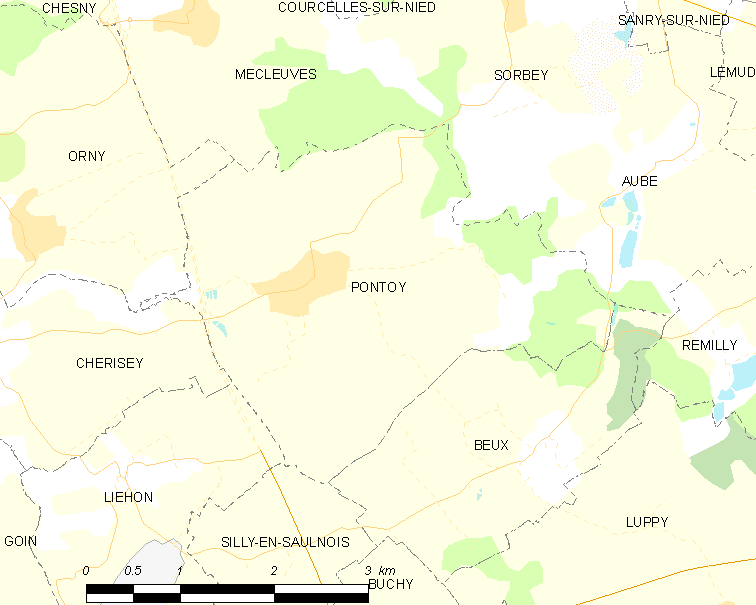
Carte de la commune.

### Communes limitrophes
| Orny     | Mécleuves         | Sorbey |
| Chérisey | Pontoy            | Aube   |
| Liéhon   | Silly-en-Saulnois | Beux   |

### Lieudits
La ferme de Cama, aujourd'hui disparue, apparaît encore en 1635 sur la carte "Territorivm Metense" d'Abraham de Fabert d'Esternay.

### Hydrographie
La commune est située dans le bassin versant du Rhin au sein du bassin Rhin-Meuse. Elle est drainée par le ruisseau de Cherisey, le ruisseau d'Aube, le ruisseau de Woivre et le ruisseau de Longue Fin.
Le ruisseau de Cherisey, d'une longueur totale de 10,7 km, prend sa source dans la commune  et se jette  dans le ruisseau de Verny  à Pommérieux, après avoir traversé six communes.

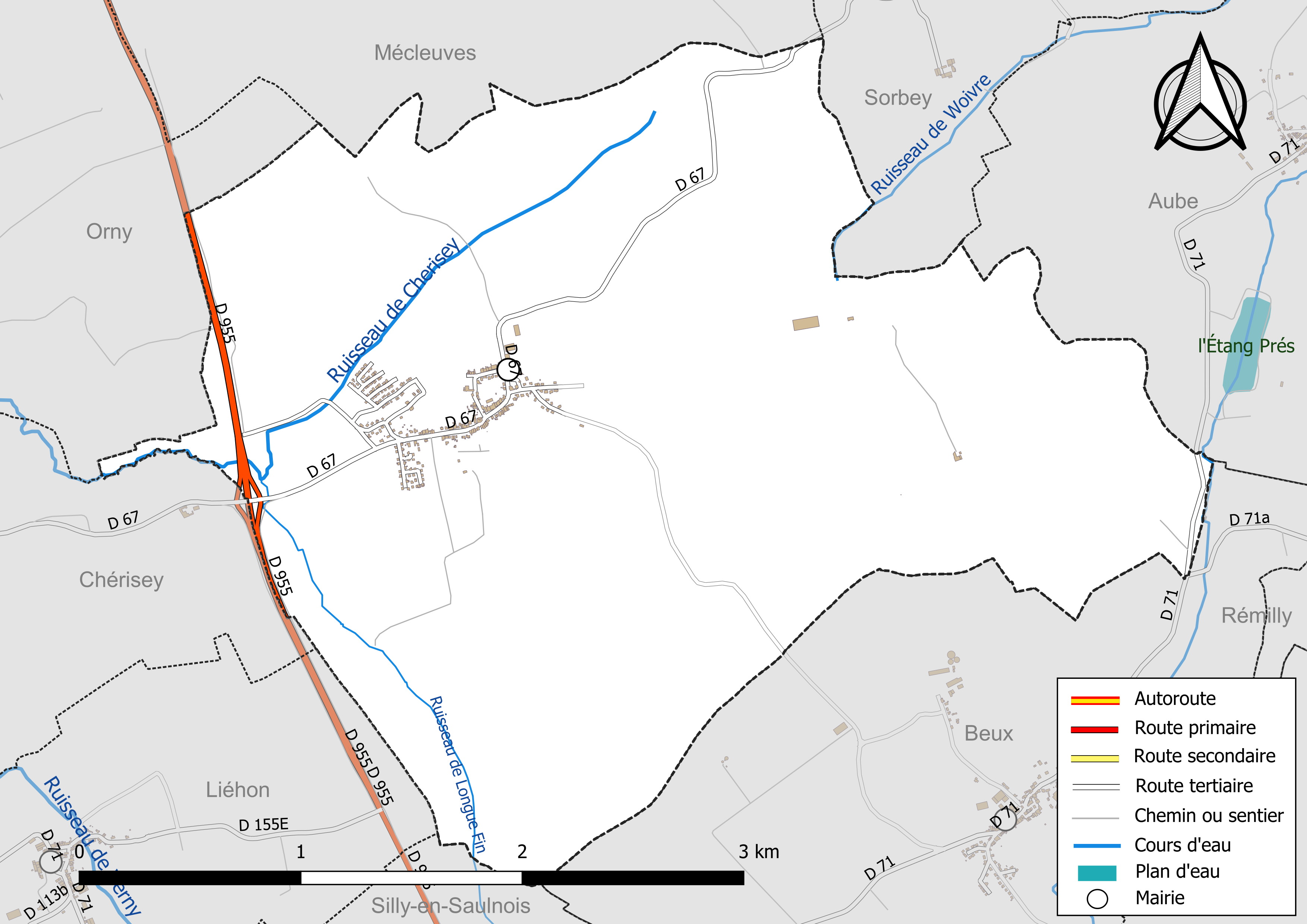
Réseaux hydrographique et routier de Pontoy.

La qualité des eaux des principaux cours d’eau de la commune, notamment du ruisseau de Cherisey, peut être consultée sur un site spécial géré par les agences de l’eau et l’Agence française pour la biodiversité.

### Climat
Pour des articles plus généraux, voir Climat du Grand Est et Climat de la Moselle.
En 2010, le climat de la commune est de type climat des marges montargnardes, selon une étude du Centre national de la recherche scientifique s'appuyant sur une série de données couvrant la période 1971-2000. En 2020, Météo-France publie une typologie des climats de la France métropolitaine dans laquelle la commune est exposée à un climat semi-continental et est dans la région climatique  Lorraine, plateau de Langres, Morvan, caractérisée par un hiver rude (1,5 °C), des vents modérés et des brouillards fréquents en automne et hiver. 
Pour la période 1971-2000, la température annuelle moyenne est de 9,5 °C, avec une amplitude thermique annuelle de 16,9 °C. Le cumul annuel moyen de précipitations est de 810 mm, avec 11,9 jours de précipitations en janvier et 9,1 jours en juillet. Pour la période 1991-2020, la température moyenne annuelle observée sur la station météorologique de Météo-France la plus proche, « M.n.l. », sur la commune de Goin à 6 km à vol d'oiseau, est de 10,7 °C et le cumul annuel moyen de précipitations est de 678,8 mm. 
La température maximale relevée sur cette station est de 39,5 °C, atteinte le 24 juillet 2019 ; la température minimale est de −16,3 °C, atteinte le 2 janvier 1997,,. 
Les paramètres climatiques de la commune ont été estimés pour le milieu du siècle (2041-2070) selon différents scénarios d'émission de gaz à effet de serre à partir des nouvelles projections climatiques de référence DRIAS-2020. Ils sont consultables sur un site spécial publié par Météo-France en novembre 2022.

## Urbanisme

### Typologie
Au 1er janvier 2024, Pontoy est catégorisée commune rurale à habitat dispersé, selon la nouvelle grille communale de densité à sept niveaux définie par l'Insee en 2022.
Elle est située hors unité urbaine. Par ailleurs la commune fait partie de l'aire d'attraction de Metz, dont elle est une commune de la couronne,. Cette aire, qui regroupe 245 communes, est catégorisée dans les aires de 200 000 à moins de 700 000 habitants,.

### Occupation des sols
L'occupation des sols de la commune, telle qu'elle ressort de la base de données européenne d’occupation biophysique des sols Corine Land Cover (CLC), est marquée par l'importance des territoires agricoles (83,6 % en 2018), en augmentation par rapport à 1990 (82,7 %). La répartition détaillée en 2018 est la suivante : 
terres arables (79,7 %), forêts (13,1 %), prairies (4 %), zones urbanisées (3,2 %). L'évolution de l’occupation des sols de la commune et de ses infrastructures peut être observée sur les différentes représentations cartographiques du territoire : la carte de Cassini (XVIIIe siècle), la carte d'état-major (1820-1866) et les cartes ou photos aériennes de l'IGN pour la période actuelle (1950 à aujourd'hui).

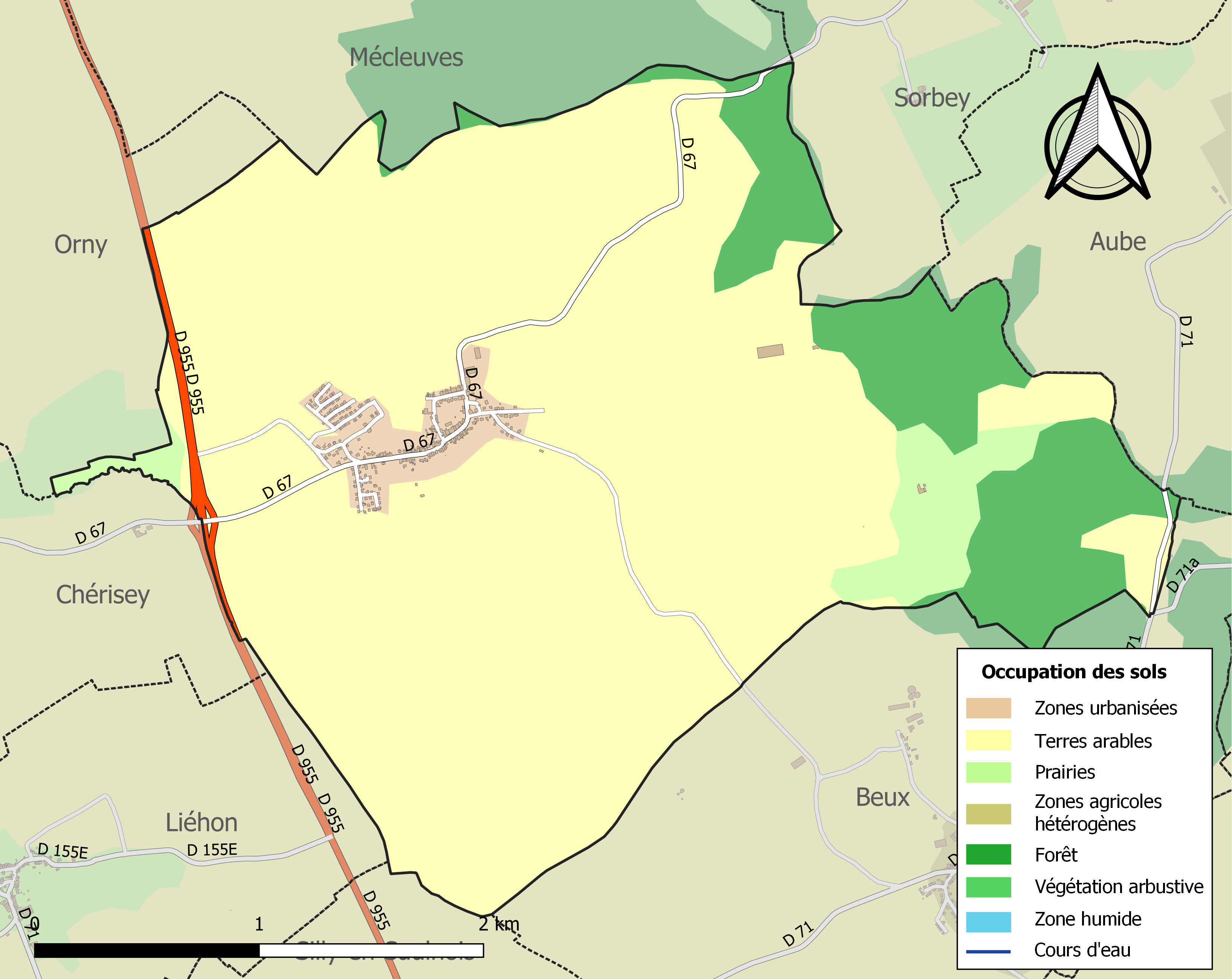
Carte des infrastructures et de l'occupation des sols de la commune en 2018 (CLC).

## Toponymie
Pontois (1128) ; Ponteis (1161); Ponthoiz (1351) ; Pontoi (1544). 
En lorrain : Ponteu.

## Histoire
- Village de l'ancien Saulnois (bailliage de Metz). Appartint au chapitre de la cathédrale de Metz jusqu'à la Révolution. Ce village avait un château fort où les habitants se retiraient en temps de guerre et où la cité mettait une garnison. Il était encore en bon état vers le milieu du siècle dernier.
- Courant septembre 1379, le prince de Salm, passant à Pontoy, fut dépouillé par les habitants de ce village du butin qu’il venait de faire sur les domaines de Robert Ier, comte de Bar. Il s'en vengea peu de jours après en faisant enlever le bétail de Pontoy.
- En mars 1476, des aventuriers qui se disaient appartenir au bâtard de Lorraine vinrent s'établir de force au château de Pontoy ; les Messins leur ordonnèrent d'en sortir et comme ils n'obéissaient point, on envoya contre eux 2000 hommes armés de bâtons et une compagnie de soldoyeurs. L'un de ces aventuriers fut tué dans le combat. Tous les autres furent pris, menés à Metz où neuf d'entre eux furent pendus[15].
- De 1790 à 2015, Pontoy était une commune de l'ex-canton de Verny.

## Politique et administration
| Période                                  | Période   | Identité          | Étiquette | Qualité |
| ---------------------------------------- | --------- | ----------------- | --------- | ------- |
| mars 1989                                | mars 2001 | Jean-Paul Pierrot |           |         |
| mars 2001                                | mai 2020  | Michel Herment    |           |         |
| mai 2020                                 | En cours  | Michel Guerbert   |           |         |
| Les données manquantes sont à compléter. |           |                   |           |         |

## Démographie
L'évolution du nombre d'habitants est connue à travers les recensements de la population effectués dans la commune depuis 1793. Pour les communes de moins de 10 000 habitants, une enquête de recensement portant sur toute la population est réalisée tous les cinq ans, les populations de référence des années intermédiaires étant quant à elles estimées par interpolation ou extrapolation. Pour la commune, le premier recensement exhaustif entrant dans le cadre du nouveau dispositif a été réalisé en 2005.

En 2022, la commune comptait 601 habitants, en évolution de +40,42 % par rapport à 2016 (Moselle : +0,52 %, France hors Mayotte : +2,11 %).
| 1793 | 1800 | 1806 | 1821 | 1836 | 1841 | 1861 | 1866 | 1871 |
| ---- | ---- | ---- | ---- | ---- | ---- | ---- | ---- | ---- |
| 414  | 479  | 495  | 545  | 480  | 503  | 461  | 454  | 404  |

| 1875 | 1880 | 1885 | 1890 | 1895 | 1900 | 1905 | 1910 | 1921 |
| ---- | ---- | ---- | ---- | ---- | ---- | ---- | ---- | ---- |
| 397  | 404  | 374  | 387  | 366  | 384  | 359  | 328  | 240  |

| 1926 | 1931 | 1936 | 1946 | 1954 | 1962 | 1968 | 1975 | 1982 |
| ---- | ---- | ---- | ---- | ---- | ---- | ---- | ---- | ---- |
| 216  | 187  | 196  | 168  | 171  | 172  | 165  | 175  | 349  |

| 1990 | 1999 | 2005 | 2006 | 2010 | 2015 | 2020 | 2022 | - |
| ---- | ---- | ---- | ---- | ---- | ---- | ---- | ---- | - |
| 436  | 448  | 439  | 439  | 413  | 404  | 581  | 601  | - |

## Culture locale et patrimoine

### Lieux et monuments
- Église Saint-Genêt : chœur XIVe siècle, nef XVIIIe siècle ; Vierge à l'Enfant XIVe siècle.
- Passage d'une voie romaine ; vestiges au lieu-dit Bois-Rouge.
- Vestiges du château médiéval, en 1490 il fut pris et incendié par les Lorrains, puis reconstruit au XVIIe siècle. Attaqué une nouvelle fois en 1518 par les troupes de Franz von Sickingen qui combattait contre les Messins, Assiégé en 1544-1545 par les troupes  du comte Guillaume de Furstemberg et les Espagnols.
- Lavoir, dans le centre du village.
- Fermes : Clémence, Haute-Grève, Basse-Grève.
- Ancienne ferme Cama, détruite vers 1750-1800.

### Personnalités liées à la commune
- Jean Nicolas Piron, en religion Don Barthélémy Piron, fut le dernier moine de l’abbaye d’Orval. Il fit sa profession religieuse en 1791 sous l’abbé Dom Barthélémy Lucas. Lors de la suppression de son abbaye, Piron accepta d’entrer dans le ministère paroissial et fut curé à Pontoy. Il revint à Villeroux (Sibret-Belgique) où il mourut en 1848.

### Héraldique
| Blason de Pontoy | Blason  | De gueules à la champagne crénelée, sommée de deux tours, mouvant des flancs le tout d'argent, maçonnée de sable, au dextrochère de carnation vêtu d'azur, naissant d'un nuage d'argent mouvant de la tour senestre, tenant une épée d'argent, garnie d'or, accostée de deux cailloux du même. |
| Blason de Pontoy | Détails | Le statut officiel du blason reste à déterminer. |